# 攻击机

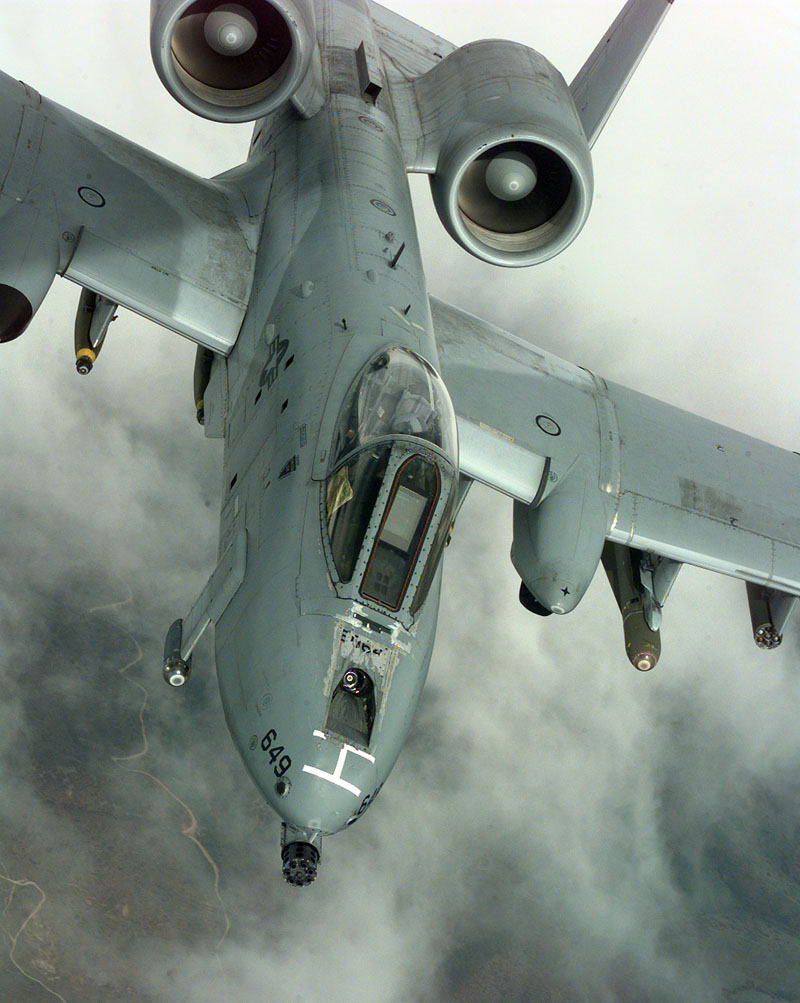
A-10攻擊機

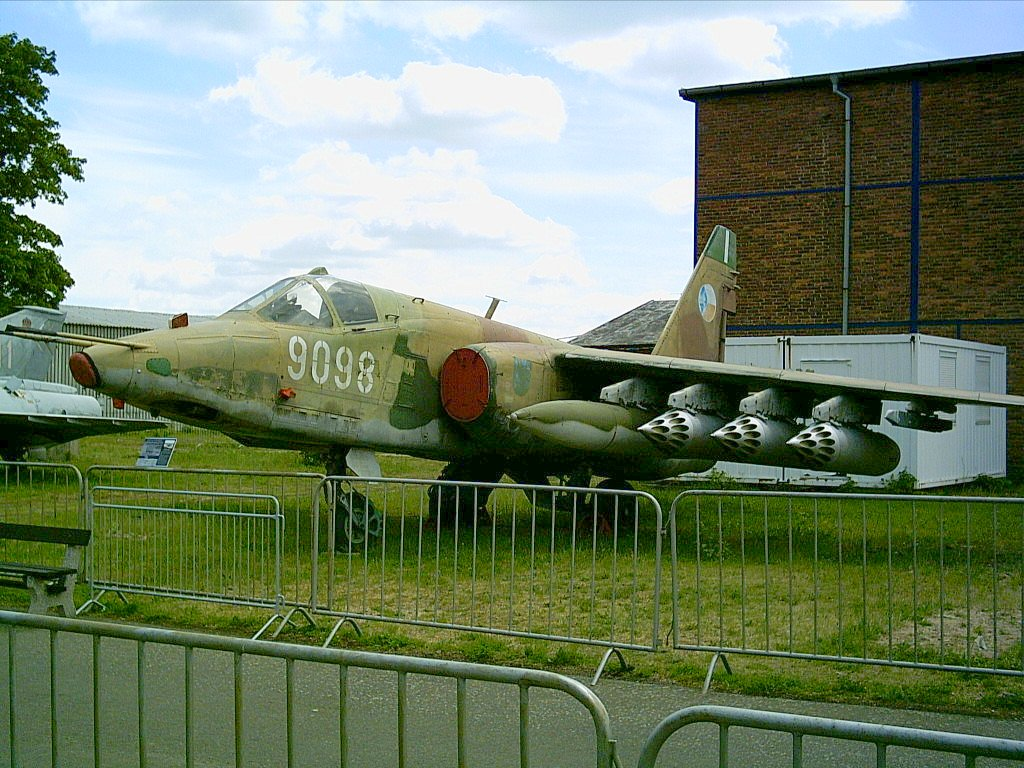
Su-25攻擊機

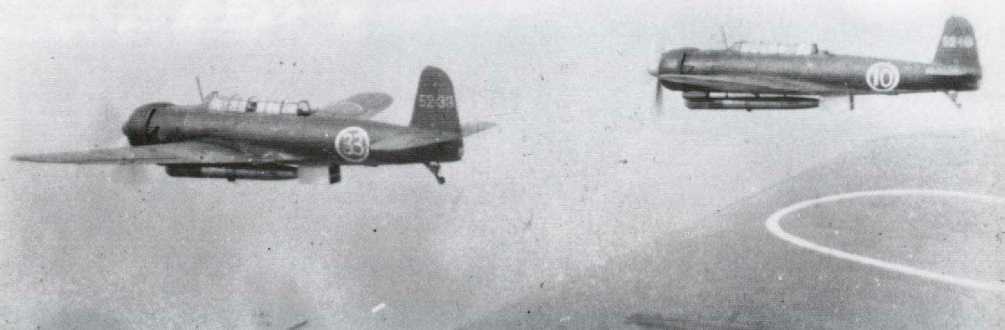
天山艦上攻擊機搭載九一式魚雷

攻擊機（attack aircraft）又名强击机，是一種在中、近距離攻击地面和水面目標的軍用飛機，在第二次世界大战后取代了战斗轰炸机成为担任密接支援陸軍的主要火力支援机种。
第一次世界大战的J.l攻擊機被认为是第一种攻击机。
需要说明的是，在二战时期日本帝國海軍曾将能投放魚雷的轟炸機称作“攻擊機”（包含了初期開發的水平轟炸機和魚雷轟炸機），而後期開發的轟炸機種與俯衝轟炸機被稱轟炸機（日文漢字：爆撃機）。这與現今分類的攻擊機不盡相同。
进入21世纪后，多用途戰機（特别是攻击战斗机）和战斗无人机基本上已经全面取代了专职的攻擊機，传统的对地和反舰攻击机（如美国海军的A-6入侵者式攻擊機和A-7海盜二式攻擊機及意大利空军的AMX攻擊機）都逐漸退役，但仍有一些攻擊機（如A-10雷霆二式攻擊機、Su-25攻擊機等）因性价比和实战效果优越而被延長了服役計劃，除此之外另有些攻擊機是从軍用教練機改裝而來用于低烈度战争中。

## 設計特點
攻擊機體型接近重型戰鬥機，性能也十分接近；然而戰鬥機是以攻擊空中目標為主，攻擊機則是以攻擊地面或水面目標為主，故攻擊機較不注重高速飛行與運動性能，噴射時代的攻擊機未必將後燃器列為標準配備。攻擊機的用途近似戰術轟炸機，不過轰炸机是在高空投擲航空炸彈來對地面、水面做較大範圍的爆破攻擊，機槍機炮僅作防禦用；攻擊機則是在低空以機槍機炮來對地面、水面目標做針對性射擊，炸彈、火箭或魚雷是強化火力用。但現代飛彈與聯合直接攻擊械彈問世後，漸成攻擊機的主力武器。
攻擊機的用途為射擊地面與水面目標，故常在低空飛行，易遭到來自下方的攻擊；因此多會強化機腹防禦，保護重要的駕駛員、油箱和控制系統。有的還會設計內嵌式彈倉將危險性較高的武器如炸彈、魚雷和飛彈等藏入機身內，一方面是保護它們降低被擊中自爆的機率，另一方面也能強化空氣力學改善飛行性能，這種設計也符合現代低可偵測性技術所需而被廣泛採用。

## 武器
攻擊機常見的武器種類包括：
- 空用槍械
  - 空用機槍

口徑未達20公厘，殺傷力較小，只能對付無裝甲兵器或步兵，但其重量輕、攜彈量大、後座力小、開發與生產容易，故早期被廣泛使用，第二次世界大戰結束後才開始減少。安裝能固定在機身、機翼上或以夾艙的方式攜帶於翼下，雙座機種也會在機背安置旋轉機槍作為防空用。
  - 空用機炮

口徑達到20公厘，殺傷力較大，能對付裝甲兵器，但其重量重、攜彈量少、後座力大、開發與生產困難，故早期較少使用，第一次世界大戰結束時只有四種型號。安裝能固定在機身、機翼上或以夾艙的方式攜帶於翼下。
  - 特殊大口徑火炮

口徑達到30公厘，殺傷力極大，能對付重裝甲兵器甚至建築物，這類型多是由地面火炮改裝，重量極重、攜彈量極少、後座力極大且多無自動填裝，非常少在使用，目前僅有30公厘口徑者較普遍。安裝多只能固定在機身上。
- 航空炸弹

對付地面或者是水面目標的常用武器。因為任務型態的關係，攻擊機較常攜帶輕型炸彈，以提高攜帶和可攻擊目標數量。聯合直接攻擊械彈出現後有運用其技術的航空炸彈精準度大幅提高。
- 火箭

有單獨掛載或者是以多管夾艙攜帶多枚的方式。攻擊機大多是攜帶較重的對地型火箭，在精準的飛彈出現前是常見的武器。
- 魚雷

對付水面目標的武器。由於要投放魚雷需要有魚雷轟炸機的設計，早期大多攻擊機都沒辦法配備這種武器，只有少數以艦載機型態的會有這樣的設計。
- 飛彈

現代攻擊機的主力武器，具備高精度，高破壞力和長射程的優點。大多攻擊機都是以空對面飛彈為主，如反戰車飛彈與反艦飛彈。有的也會額外攜帶空對空飛彈以對付前來攔截的戰鬥機作防衛。

## 代表機型

### 第二次世界大戰時之攻擊機
- 天山艦上攻擊機
- 九九式艦上轟炸機
- 流星艦上攻擊機
- 晴嵐攻擊機
- SBD無畏式俯衝轟炸機
- B-25米切爾型轟炸機
- A-20浩劫攻擊機
- Fw 190戰鬥機
- Hs 129攻擊機
- Ju 87俯衝轟炸機「斯圖卡」（Stuka）
- Ha 137（英语：Blohm & Voss Ha 137）
- 伊爾-2攻擊機
- 伊爾-8攻擊機
- 伊尔-10攻击机
- 颶風戰鬥機
- 蚊式轟炸機
- TSh-1/2（英语：Polikarpov R-5）
- Tomashevich Pegasus（英语：Tomashevich Pegasus）
- BSh-1（英语：Vultee V-11）
- LBSh

### 第二次世界大戰後之攻擊機
- A-1攻擊機 「天襲者」（Skyraider）
- A-3攻擊機 「空中武士」（Skywarrior）
- A-4天鷹式攻擊機（Skyhawk）
- A-5攻击机「民警」（Vigilante）
- A-6入侵者式攻擊機（Intruder）
- A-7海盜二式攻擊機（Corsair II）
- A-9 (取消) （页面存档备份，存于）
- A-10雷霆二式攻擊機（Thunderbolt II）
- AV-8獵鷹II式攻擊機（Harrier）
- A-12復仇者II式攻擊機（Avenger II）
- A-29超級巨嘴鳥攻擊機
- A-37蜻蜓式攻擊機
- AC-47
- AC-119（英语：Fairchild_AC-119）
- AC-130空中砲艇（Gunship）
- 苏-7战斗轰炸机「裝配匠A」（Fitter-A）
- Su-17攻擊機
- Su-25攻擊機「蛙足」（Frogger）
- Il-102 （页面存档备份，存于） （競選失敗）
- 三菱F-1戰鬥機
- AT-3自強號高級教練-輕攻擊機
- T-BE5A高級教練機 「勇鷹」
- F-117夜鷹戰鬥攻擊機
- 美洲豹攻擊機（Jaguar）
- 強-5（Fantan）
- 殲轟-7（Flounder）
- F/A-18黃蜂式戰鬥攻擊機（Hornet）
- AMX攻擊機[2]
- 蝎式攻擊機
- AT-6攻擊機
- AT-802U
- FA-50战斗攻击机
- 噴射自由鳥[3]
- OA-1K 天襲者II

## 衍生機種

### 攻擊直升機
裝備重火力武器，一樣以攻擊地面目標為主的軍用直升機便是攻击直升机。攻擊直升機的任務型態雖然與攻擊機類似，但由於直升機起降不需要跑道，可以由更多的艦種如直升機航空母艦運載並直接出擊，戰術機動性優於定翼式的攻擊機。但攻擊直升機的飛行速度、升限與續航距離均較受限，能攜帶的火力也較難超過攻擊機，因此在作戰需求上無法完全取代。

### 砲艦機
一樣以攻擊地面目標為主，但體型更大接近戰略轟炸機的攻擊機便屬於砲艦機。砲艦機的任務型態雖然與攻擊機類似，但由於體型更大的原故，它能攜帶更多的火力，能更徹底的殲滅敵人。大多砲艦機都是以運輸機改裝而成，但也有直升機的機型。由於砲艦機體型更為龐大，其戰術機動性與飛行性能皆較中小型攻擊機差。

### 攻擊教練機
對部分無法養護大量軍機的國家而言，專職的教練機易成為戰爭時期的累贅，因此現在新款的中高級教練機也流行結合輕型戰鬥機或輕型攻擊機的設計，讓教練機具備平/戰轉換的功能，遇到戰事緊迫時可即時改裝增掛武器充作戰鬥機與攻擊機使用。

### 引用
1. ↑  .   [2018-10-10]. （原始内容存档于2018-10-10）.
2. 1 2  . military.people.com.cn.   [2024-05-12]. （原始内容存档于2024-05-12）.

## 延伸阅读
- Bradin, James W.From Hot Air to Hellfire: The History of Army Attack Aviation. New York: Presidio Press, 1994. ISBN 978-0-8914-1511-4.
- Cooling, Franklin, B. Case sStudies in the Development of Close Air Support. Washington, D.C.: Office Of Air Force History, United States. Air Force, 1990. ISBN 978-0-912799-64-3.
- Corum, James S. and Wray R. Johnson. Airpower in Small Wars: Fighting Insurgents and Terrorists. Lawrence, Kansas: University Press of Kansas, 2003. ISBN 0-7006-1240-8.
- Designating and Naming Defense Military Aerospace Vehicles. Washington, D.C.: United States Department of the Air Force, 2005. ISBN 1-5-1480-090-X.
- Gooderson, Ian. Air power at the Battlefront: Allied Close Air Support in Europe, 1943-45. London: Routledge, 1998. ISBN 978-0-7146-4680-0.
- Gunston, Bill. The Cambridge Aerospace Dictionary. Cambridge, UK: Cambridge University Press, 2009. ISBN 978-0-521-19165-4.
- Hallion, Richard. Strike from the Sky: The History of Battlefield Air Attack, 1910–1945. Tuscaloosa, Alabama:  Alabama Press, 2010. ISBN 978-0-8173-5657-6.
- Johnson, E. R. American Attack Aircraft Since 1926. Jefferson, North Carolina: McFarland & Company, 2008. ISBN 978-0-7864-3464-0.
- Mason, Tim. The Secret Years: Flight Testing at Boscombe Down, 1939–1945. Manchester, UK: Hikoki Publications, 1998. ISBN 0-9519899-9-5.
- Merriman, Ray. "A: Light Bombing [...] B: Medium and Heavy Bombing." U.S. wWarplanes of World War II, Volume 1. Bennington, Virginia: Merriam Press, 2000. ISBN 978-1-57638-167-0.
- Mortensen, Daniel R. A Pattern for Joint Operations: World War II Close Air Support, North Africa. Washington, D.C.: Office Of Air Force History, 1987. ISBN 978-1-4289-1564-0.
- Pierrot, Lane and Jo Ann Vines. A Look at Tomorrow's Tactical Air Forces. Collingdale, Pennsylvania: DIANE Publishing, 1997. ISBN 0-7881-4298-4.
- Shores, Christopher and Chris Thomas. Second Tactical Air Force, Volume Two: Breakout to Bodenplatte July 1944 to January 1945. Hersham, Surrey, UK: Ian Allan Publishing Ltd, 2005. ISBN 1-903223-41-5.
- Thetford, Owen Gordon. "Halberstadt CL.II appearance at the Western Front." Aircraft of the 1914–1918 War. Harleyford, Hertfordshire, UK: Harleyford Publications, 1954.